# Diploporella alata
Diploporella alata is een mosdiertjessoort uit de familie van de Thalamoporellidae. De wetenschappelijke naam van de soort is, als Cellepora alata, voor het eerst geldig gepubliceerd in 1821 door Lamouroux.